# شعرای شامی
شعرای شامی (alpha Canis Minoris,Procyon) یکی از ستارگان درخشان آسمان است. این ستاره در صورت فلکی سگ کوچک قرار دارد و درخشان‌ترین ستاره آن صورت است.
شعرای شامی از ستارگان نزدیک به خورشید است. این ستاره از شمال طلوع می‌کند و چون‌که شام (منطقهٔ سوریه) در شمال نواحی عرب‌نشین قرار دارد آن را شعرای شامی نام نهاده‌اند. (نگا. لغت‌نامهٔ دهخدا، سرواژهٔ شعرای شامی). 
- عمر  این ستاره در رشته اصلی قرار دارد در آینده به غول سرخ تبدیل خواهد شد این ستاره با وجود اینکه کوتوله سفید دارد ولی از ستاره دور است پس ستاره به کوتوله سفید تبدیل خواهد شد اما ممکن است این ستاره کوتوله به او نزدیک شود و تبدیل به ستاره نوترونی شود